# 48 pesetas de taxi
48 pesetas de taxi es una película española muda de comedia producida en 1929 y estrenada comercialmente en 1930.
Fue escrita y dirigida por Fernando Delgado de Lara.

## Sinopsis
Durante un día, una joven recorre en taxi la ciudad de Madrid buscando a un hombre, y termina enamorándose del taxista.

## Reparto
- Florencia Bécquer
- Eduardo García Maroto
- Ramón Guerra
- José Isbert
- Manuel Kuindós
- Francisco Melgares
- Ricardo Núñez
- Luis Otero
- Ana de Siria
- Lorenzo Solá
- Carmen Tierra